# Языков, Михаил Александрович
Михаил Александрович Языков ( 1811, Тульская губерния — 1885, Санкт-Петербург) — директор Императорского стеклянного завода и основатель библиотек в Новгороде и Калуге.

## Биография
Родился в имении Сергиевское Тульской губернии 2 (14) сентября 1811 года. Младший сын богатого тульского помещика Александра Ивановича Языкова (1752—1828) от брака с Евдокией Ивановной, его же вольноотпущенной крестьянкой (ум. 1838). Брат директора департамента железных дорог Петра Языкова.
Соученик и товарищ И. И. Панаева по Петербургскому благородному пансиону. Член Литературного фонда. Веселый, остроумный собеседник. Языков был близок к кружку сотрудников «Отечественных Записок» и «Современника».
Совладелец «Конторы агентства и комиссионерства». В октябре 1846 года познакомился с ним Достоевский и собирался воспользоваться услугами его комиссионерской конторы при продаже своих сочинений.
Был близким другом Белинского, который, по словам И. И. Панаева, «высоко ценил в Языкове кротость его характера, нежность сердца, бесконечную преданность друзьям и отсутствие эгоизма, доходившее до пренебрежения собственных выгод».
Управляющий акцизной палатой в Новгороде, затем управлял акцизными соборами в Калужской губернии. Основал общественные библиотеки в Калуге и Новгороде.
Вместе с Д. Толстым и Г. Есиповым издал «Сочинения князя Антиоха Дмитриевича Кантемира» (СПб., 1836). Как директор Императорского стеклянного завода организовал мозаические работы. Статский советник с 1866 года; с 23 января 1876 года — действительный статский советник.
Умер 22 января (3 февраля) 1885 года. Похоронен на Волковском православном кладбище Петербурга.

## Отклики

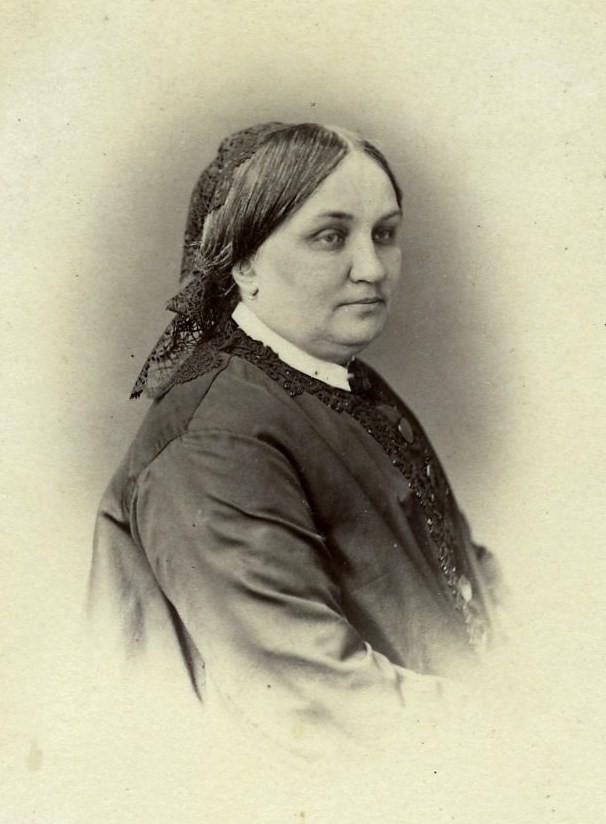
Екатерина Александровна, жена

… когда на своих хромающих и от природы кривых ножках он с улыбкою входил в комнату, каждый, протягивая ему руку, был уверен, что услышит какую-либо нелепость. (Афанасий Фет)

… маленький, хромой, кривоногий, остряк, каламбурист, экспромтист… (Корней Чуковский)

## Семья
Жена — Екатерина Александровна Белавина (1820—1896); их дети:
- Александр (04.02.1841—08.04.1841)
- Евгения (1849—1869), замужем за архитектором Василием Андреевичем Поповым.
- Мария (20.10.1852—11.08.1858)

Также указываются: Агриппина? (1856—после 1916), Елизавета (ум. 1941), Ольга (в замужестве Замысловская), Мария и Павел (ум. 1931; был женат на княгине Екатерине Дионисьевне Оболенской (1867—1917)).